# ピエトロ・テラッチアーノ
ピエトロ・テラッチアーノ（Pietro Terracciano、1990年3月8日 - ）は、イタリア・サン・フェリーチェ・ア・カンチェッロ出身のサッカー選手。ACミラン所属。ポジションはGK。

## 経歴
2011年6月、カルチョ・カターニアに移籍した。2013年7月23日にUSアヴェッリーノ1912に期限付き移籍。
2015年9月17日、USサレルニターナ1919へ2016年6月30日までの期限付き移籍、その後2017年6月30日まで期限延長。
2017年7月11日、エンポリFCへ完全移籍した。
2019年1月22日、バルトウォミェイ・ドロンゴフスキとのトレードという形でACFフィオレンティーナに期限付き移籍した。6月30日、期限満了によりエンポリFCへ帰還するも、同7月7日、ACFフィオレンティーナにフリーで完全移籍した。ACFフィオレンティーナでは通算156試合に出場した。
2025年7月18日、ACミランへ移籍金なしのフリーで完全移籍した。